# Thônes
Thônes ist eine französische Gemeinde im Département Haute-Savoie in der Region Auvergne-Rhône-Alpes. Sie gehört zum Kanton Faverges-Seythenex im Arrondissement Annecy.

## Geographie
Thônes liegt auf 627 m über dem Meeresspiegel, 15 Kilometer östlich von Annecy und etwa 38 Kilometer südsüdöstlich der Stadt Genf (Luftlinie). Die Kleinstadt erstreckt sich in einer Talweitung in den Bornes-Alpen, an der Mündung des Nom in den Fier, am Nordostfuß der Tournette.
Die Fläche des 52,33 km² großen Gemeindegebiets umfasst einen Abschnitt der Bornes-Alpen. Das Gebiet wird von Südosten nach Nordwesten vom Fier in einem tief in die Ketten der Bornes-Alpen eingeschnittenen Tal durchflossen, wobei der flache Talboden rund einen Kilometer breit und von Kiesablagerungen des Flusses angefüllt ist. Bei Thônes mündet von Nordosten her das Tal des Nom, der am Col des Aravis entspringt.
Östlich von Fier und Nom erhebt sich die teils bewaldete, teils mit Wiesen und Weiden bestandene Höhe des Colomban (1734 m). Die östliche Grenze markiert der mit einer Seilbahn erreichbare Aussichtspunkt Pointe de Beauregard (1644 m). Direkt nördlich von Thônes steigt der steile Grat des Grand Biollay an, der nach Nordosten in den Mont Lachat (2020 m) übergeht. Die nördliche Gemeindegrenze verläuft auf dem Kamm der Pointe de la Québlette (1913 m), die sich parallel zum Mont Lachat erstreckt. Dazwischen liegt die Talkerbe des Nant de Thuy, eines kurzen rechten Zuflusses des Fier. Der gesamte südwestliche Gemeindeteil wird vom Tal des Malnant eingenommen. Dieses tief in das Massiv der Tournette eingeschnittene Tal wird im Osten von der Montagne de Cotagne (im Rocher de Belchamp 1859 m), im Westen vom Kamm des Dent du Cruet (1833 m) und im Süden von den Kalkfelsen der Tournette gesäumt. Mit 2280 m wird hier die höchste Erhebung von Thônes erreicht.
In strukturgeologischer Hinsicht befindet sich Thônes in einer Übergangszone. Im nördlichen und westlichen Gemeindegebiet sind markante Kalkfelsen der verfalteten Bornes-Ketten landschaftsbildend. Am deutlichsten treten die Urgonkalke an den beiden Schenkeln der Bargy-Antiklinale hervor. Sie bilden die Felswände des Mont Lachat, der Pointe de la Québlette, der Montagne de Cotagne und der Tournette. Durch die Erosionskraft der Bäche Malnant und Nant de Thuy wurde das Gewölbe der Antiklinale aufgebrochen und die tiefer liegenden Kalksteine und Mergel des Hauterivium freigelegt. Sie sind – wie auch die Urgonkalke – Ablagerungen, die während der Kreidezeit erfolgten. Der östliche Teil des Gemeindegebietes mit der Höhe des Colomban ist durch sanftere Landschaftsformen geprägt. Das Gebiet besteht aus tertiären Molassesandsteinen und Flyschgesteinen (mit Nummuliten), die im Rahmen der Alpenfaltung verformt und überprägt wurden.
Zu Thônes gehören neben dem eigentlichen Ort zahlreiche Siedlungen, Weiler und Gehöfte, darunter:
- Thuy (620 m) am nördlichen Talrand des Fier auf dem Schwemmkegel des Nant de Thuy
- Le Sappey (920 m) im Tal des Nant de Thuy
- Bellossier (619 m) am südlichen Talrand des Fier am Eingang ins Tal des Malnant
- Le Pessey (615 m) am südlichen Talrand des Fier am Eingang ins Tal des Malnant
- Les Pesets (719 m) im Tal des Malnant
- Montremont (785 m) im Tal des Malnant
- La Tronchine (595 m) am südlichen Talrand des Fier
- Les Perrasses (610 m) am nördlichen Talrand des Fier
- La Curiaz (630 m) im Tal des Fier südlich an Thônes anschließend
- Chamossière (760 m) auf einem Vorsprung am westlichen Talhang des Fier
- La Vacherie (700 m) im Tal des Nom
- Luidefour (750 m) am nördlichen Talhang des Nom
- Le Lencieux (920 m) am südlichen Talhang des Nom

Nachbargemeinden von Thônes sind Glières-Val-de-Borne im Norden, Les Villards-sur-Thônes und La Clusaz im Osten, Manigod, Les Clefs, Talloires-Montmin und Alex im Süden sowie La Balme-de-Thuy im Westen.

## Geschichte
Die frühesten Zeugnisse der Anwesenheit des Menschen stammen aus dem frühen Mesolithikum (ungefähr 10.000 Jahre vor heute). Funde, welche eine Besiedlung über mehrere Zeitepochen belegen, wurden seit 1970 bei Ausgrabungen im Abri sous Roche an der westlichen Gemeindegrenze gegen La Balme-de-Thuy gemacht.
Erstmals schriftlich erwähnt wird Thônes im Jahr 1066 als Marktflecken im Bornes-Massiv. Die Kirche erscheint um 1121 als ecclesia Taunii in den Urkunden. Aus späterer Zeit stammen die Bezeichnungen Thono (1274), Thoune und Toune. Der Ortsname leitet sich vom gallischen Wort dunon ab, das so viel bedeutet wie befestigter Hügel.
Im Jahr 1312 erhielt Thônes von Graf Guillaume III. die Erlaubnis, einen Wochenmarkt abzuhalten. Bereits 1350 wurden dem Städtchen von Amadeus VI., Graf von Savoyen, weitere Freiheitsrechte zugesprochen, unter anderem eine weitgehende gerichtliche und wirtschaftliche Autonomie. Durch einen Brand wurden 1453 drei Viertel der Häuser des mittelalterlichen Städtchens zerstört. Nach dem Wiederaufbau war Thônes über lange Zeit ein agrarisch geprägter Marktflecken und administratives Zentrum der Bornes. Im Weiler Tronchine wurde im 14. Jahrhundert ein Siechenhaus für Lepra- und Pestkranke errichtet. Das Spital von Thônes wurde im 15. Jahrhundert gegründet.
Zusammen mit Savoyen kam Thônes 1792 an Frankreich. In der Folge kam es zu einem Aufstand gegenüber der neuen Regierung und in den Tagen vom 4. bis zum 9. Mai 1793 zu Kampfhandlungen, die von den republikanischen Truppen bei Morette niedergeschlagen wurden. Nach dem Wiener Kongress gelangte Thônes zurück an das Königreich Sardinien-Piemont. Dieses trat Savoyen 1860 an Frankreich ab, nachdem sich eine klare Mehrheit der Bevölkerung auch in Thônes in einem Plebiszit für den Anschluss ausgesprochen hatte.
In der zweiten Hälfte des 19. Jahrhunderts siedelten sich die ersten Industriebetriebe in Thônes an: eine Uhrenmanufaktur und eine Textilfabrik. Die Industrialisierung wurde weiter gefördert durch den Bau einer Trambahn von Annecy nach Thônes, die 1898 eingeweiht wurde und dem Tourismus den Weg bereitete. Das Fremdenverkehrsamt wurde 1906 eröffnet, und 1913 zählte Thônes bereits sieben Hotels. Der Betrieb der Trambahn wurde 1930 jedoch wieder eingestellt.
Seit 1942 entwickelte sich Thônes neben Glières im Zweiten Weltkrieg zu einem wichtigen Zentrum der Widerstandsbewegung. Die Stadt wurde am 3. August 1944 von der deutschen Armee bombardiert, nachdem die Alliierten am 1. August auf dem Plateau von Glières gelandet waren. Am 19. August gelangte Thônes wieder in die Kontrolle der Widerstandskämpfer, doch erst nach harten Kämpfen wurde es Anfang November 1944 endgültig befreit. Heute ist Thônes Verwaltungssitz des 13 Ortschaften umfassenden Gemeindeverbandes Communauté de communes des Vallées de Thônes.

## Bevölkerung
| Jahr                       | 1962 | 1968 | 1975 | 1982 | 1990 | 1999 | 2010 | 2020 |
| Einwohner                  | 2841 | 3165 | 3555 | 4169 | 4619 | 5189 | 5960 | 6599 |
| Quellen: Cassini und INSEE |      |      |      |      |      |      |      |      |

Mit 6654 Einwohnern (1. Januar 2022) gehört Thônes zu den mittelgroßen Gemeinden des Départements Haute-Savoie. Bereits Mitte des 19. Jahrhunderts zählte Thônes rund 2500 Einwohner. Nachdem die Einwohnerzahl bis 1900 um etwa einen Sechstel auf 2900 Personen zugenommen hatte, wurde zu Beginn des 20. Jahrhunderts wieder ein Rückgang registriert. Während ungefähr 20 Jahren zwischen 1920 und 1940 verblieb die Bevölkerungszahl auf konstantem Niveau bei rund 2500 Personen. Nach einem zunächst nur leichten Anstieg wurde seit Beginn der 1960er-Jahre ein kontinuierliches Bevölkerungswachstum verzeichnet. Seither hat sich die Einwohnerzahl mehr als verdoppelt, wobei die durchschnittliche jährliche Zuwachsrate seit 1982 stets bei etwa 1,5 % liegt.

## Sehenswürdigkeiten
Thônes hat das Ortsbild einer historischen Kleinstadt bewahrt. Prägend sind der zentrale Platz (Place Bastian) und die davon ausgehenden Straßen, die von zahlreichen Häusern mit Arkadenbögen gesäumt werden. Diese Häuser stammen aus dem 15. und 16. Jahrhundert, der Zeit des Wiederaufbaus nach dem Stadtbrand von 1453, wurden jedoch seither mehrfach restauriert und umgestaltet. Im Zentrum der Place Bastian steht der zwischen 1867 und 1869 errichtete oktogonale Stadtbrunnen. Ebenfalls im Zentrum des Städtchens stehen das Rathaus (Mairie), das von 1930 bis 1932 im zeitgenössischen Stil mit monumentalem Eingang erbaut wurde, und das 1923 eingeweihte Monument aux Morts im neoklassischen Stil mit den eingravierten Namen der Opfer des Ersten und (später nachgetragen) des Zweiten Weltkriegs.
Mit dem Bau der Kirche Saint-Maurice im Stil des Barocks wurde 1687 begonnen. Die Kirche wurde beim Aufstand der Talbevölkerung gegen die neue Regierung 1793 in Mitleidenschaft gezogen. 1863 wurden das Gewölbe und der Chorraum mit Malereien von Szenen aus der Bibel versehen. Zu einer bedeutenden Änderung führte die 1884 hinzugefügte Fassade im neugotischen Stil. Nach einer Restaurierung in den Jahren 1930/31 erlitt die Kirche während der Bombardierung 1944 größere Schäden, insbesondere am Seitenschiff und am Gewölbe. Weitere umfangreiche Renovierungsarbeiten erfolgten während der 1960er-Jahre und in der Zeit von 1994 bis 1996. Markant ist der 42 m hohe Kirchturm (ursprünglich barock) mit seiner Zwiebelhaube, die auf Säulen über einem oktogonalen Rundgang ruht. Die Kirche besitzt eine reiche Ausstattung aus dem 18. und 19. Jahrhundert, wobei der reich bemalte und skulptierte Hochaltar zu den besonderen Sehenswürdigkeiten zählt.
Als weitere erwähnenswerte Bauwerke von Thônes sind das Manoir de la Tour (17. Jahrhundert), in dem sich einst Jean-Jacques Rousseau aufhielt, und das Château du Turban zu nennen. In der Stadt befindet sich das Musée du Pays de Thônes, das 1938 gegründet wurde und eine reiche Sammlung zur Geschichte, zur industriellen Entwicklung, zu Kostümen und Folklore des Tals zeigt.
Zahlreiche weitere Sehenswürdigkeiten sind in den Weilern auf dem Gemeindegebiet von Thônes zu finden. Dazu zählen der Dorfplatz und die 1719 erbaute Kapelle von La Vacherie, die 1515 gegründete Chapelle du Calvaire, die Kapelle von La Bossonaz (1605) an der alten Straße nach Les Villards-sur-Thônes, die Kapelle Notre-Dame de Lorette (1746) in Glapigny, die Kapelle Saint-Jacques et Sainte-Anne (1705) in Chamossière, die Kapelle Saint-Simon (1501) in Thuy, die Kapelle Saint-Bernard de Menthon in Le Sappey (ursprünglich von 1648, während der Französischen Revolution jedoch zerstört und zu Beginn des 19. Jahrhunderts wieder aufgebaut) sowie die Kapelle Notre-Dame des Neiges in Les Pesets, die mehrfach Naturgewalten zum Opfer fiel und in ihrer heutigen Gestalt von 1810 stammt.
Im Tal von Montremont befindet sich das Écomusée du Bois et de la Forêt im Gebäude einer ehemaligen Sägerei. Etwa vier Kilometer westlich von Thônes an der Gemeindegrenze, nahe bei La Balme-de-Thuy, liegt die Nécropole Nationale de Morette, ein Militärfriedhof, der an die Gefallenen des Ersten und Zweiten Weltkriegs erinnert. Ein Museum arbeitet die Geschehnisse während des Widerstandskampfes im Tal und auf dem Plateau des Glières auf.

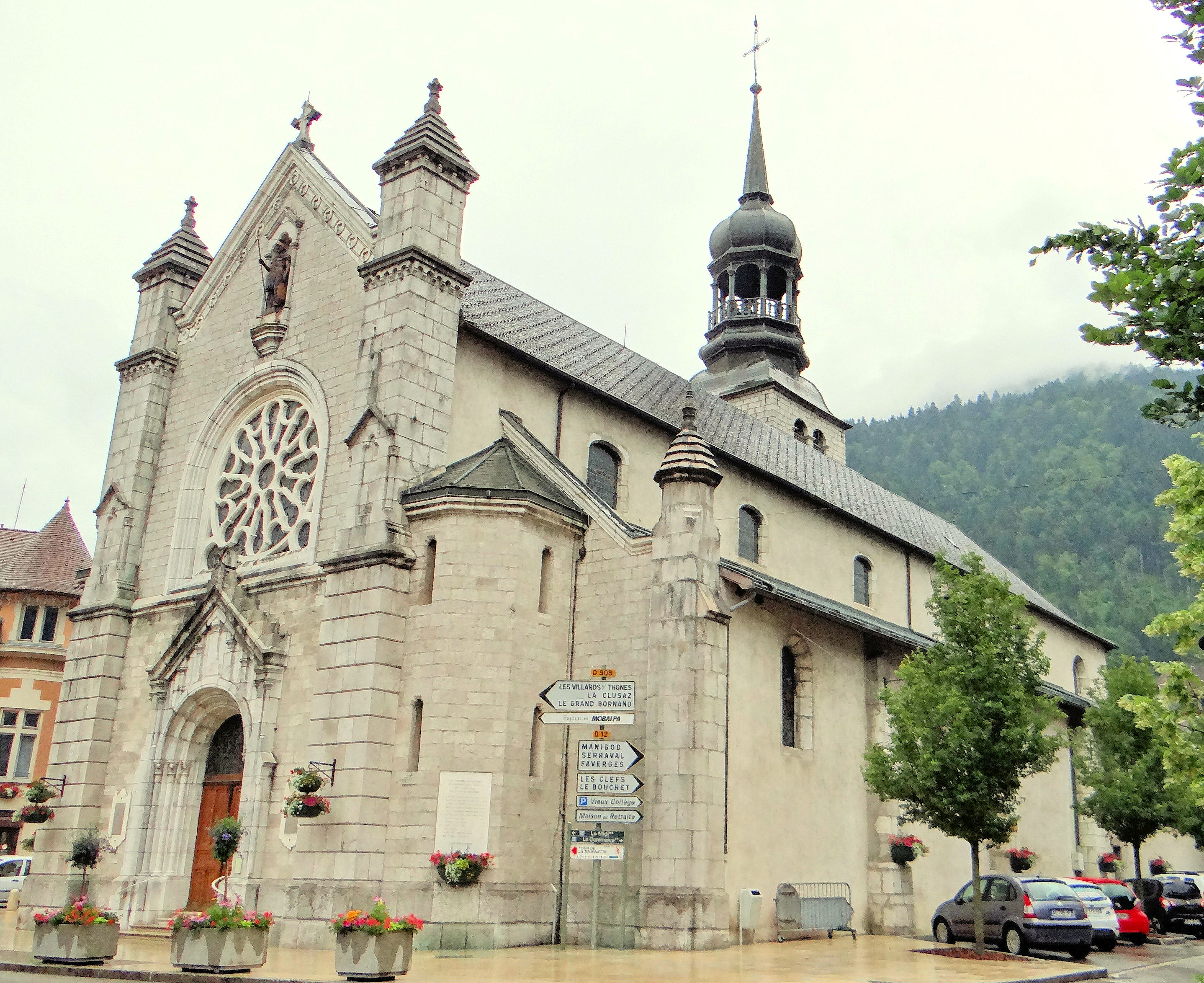
Kirche Saint-Maurice
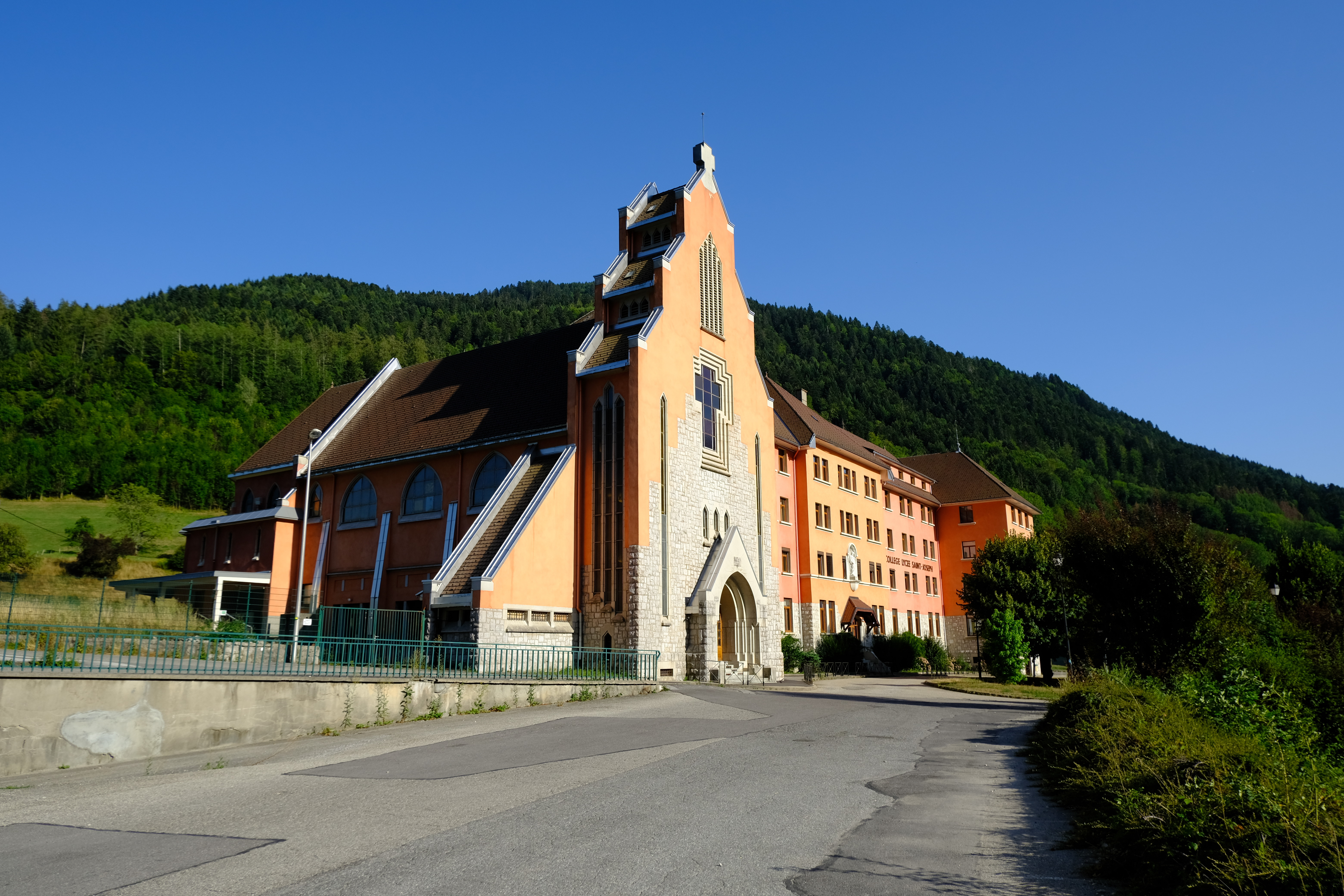
Kapelle Saint-Joseph
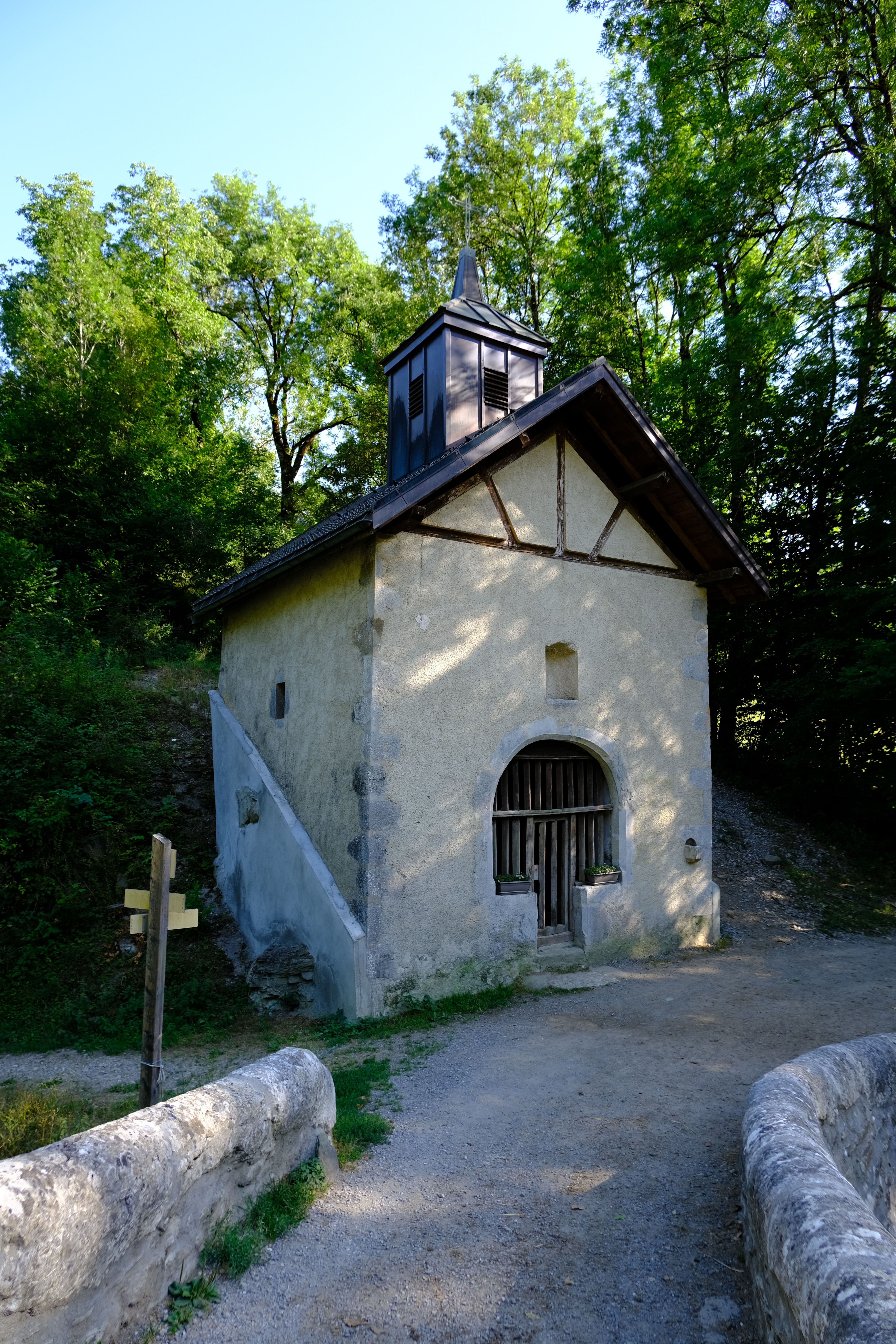
Kapelle Bossenaz
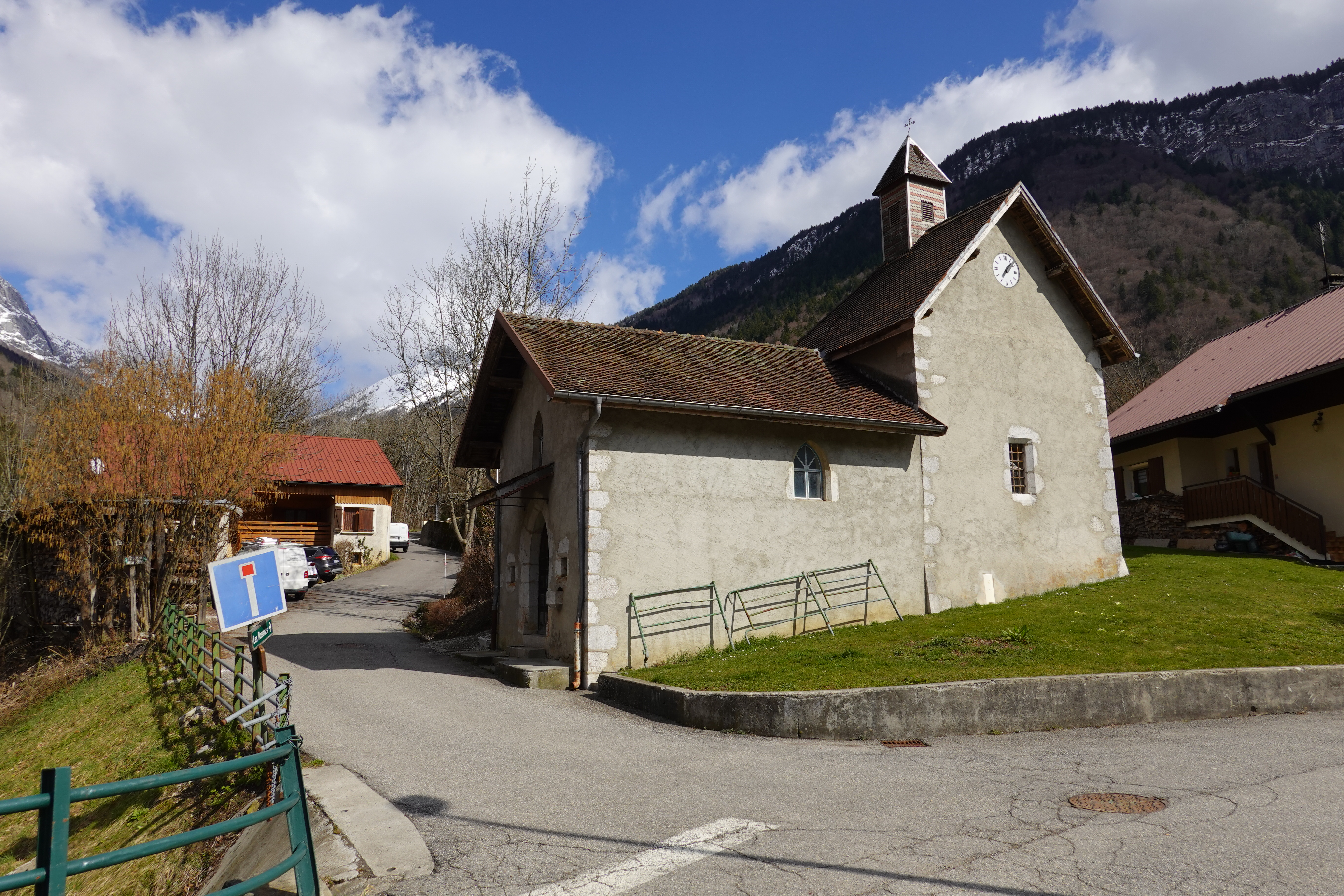
Kapelle Saint-Simon et Saint-Jude
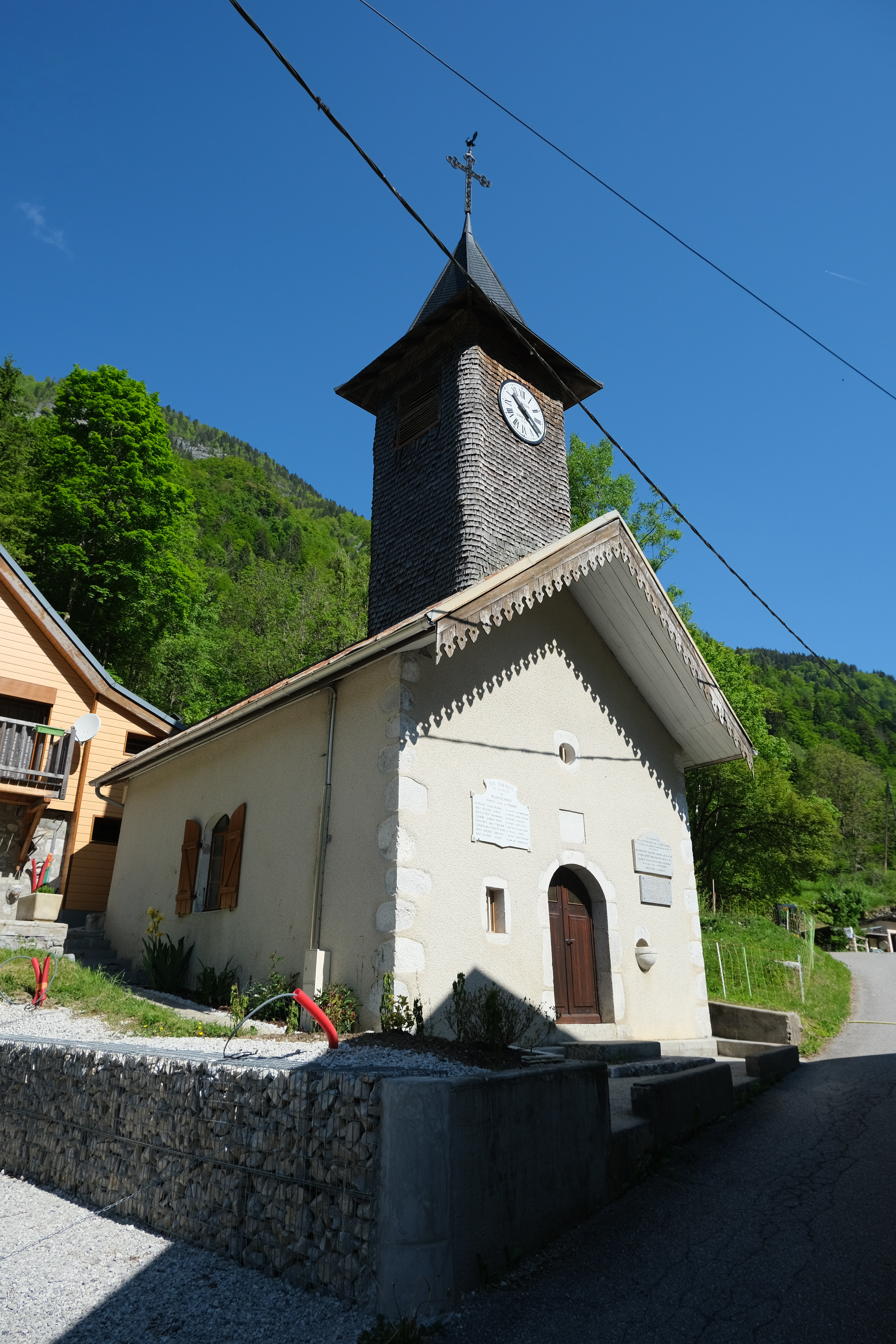
Kapelle Les Pesets
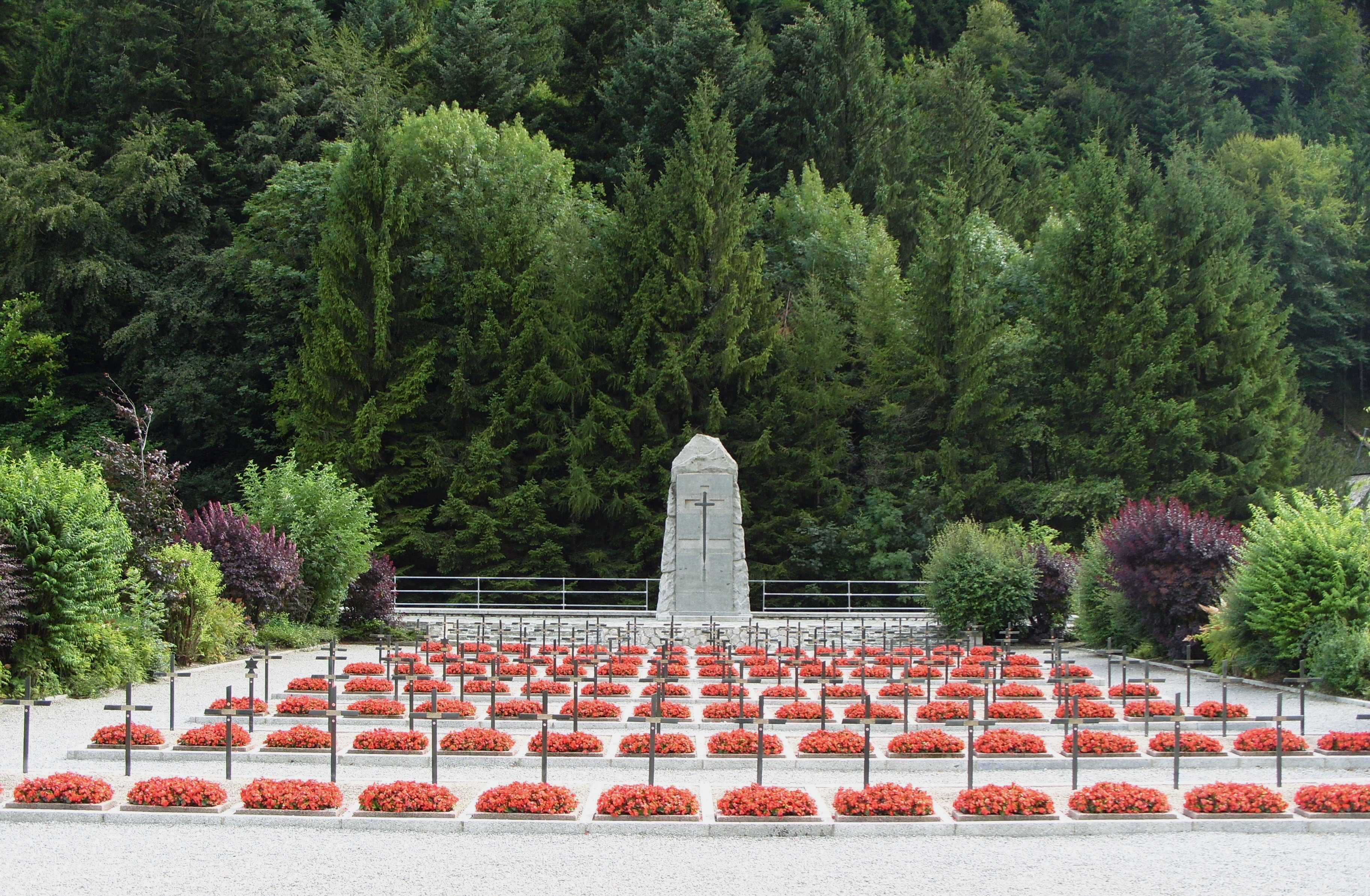
Soldatenfriedhof (Nécropole Nationale de Morette)
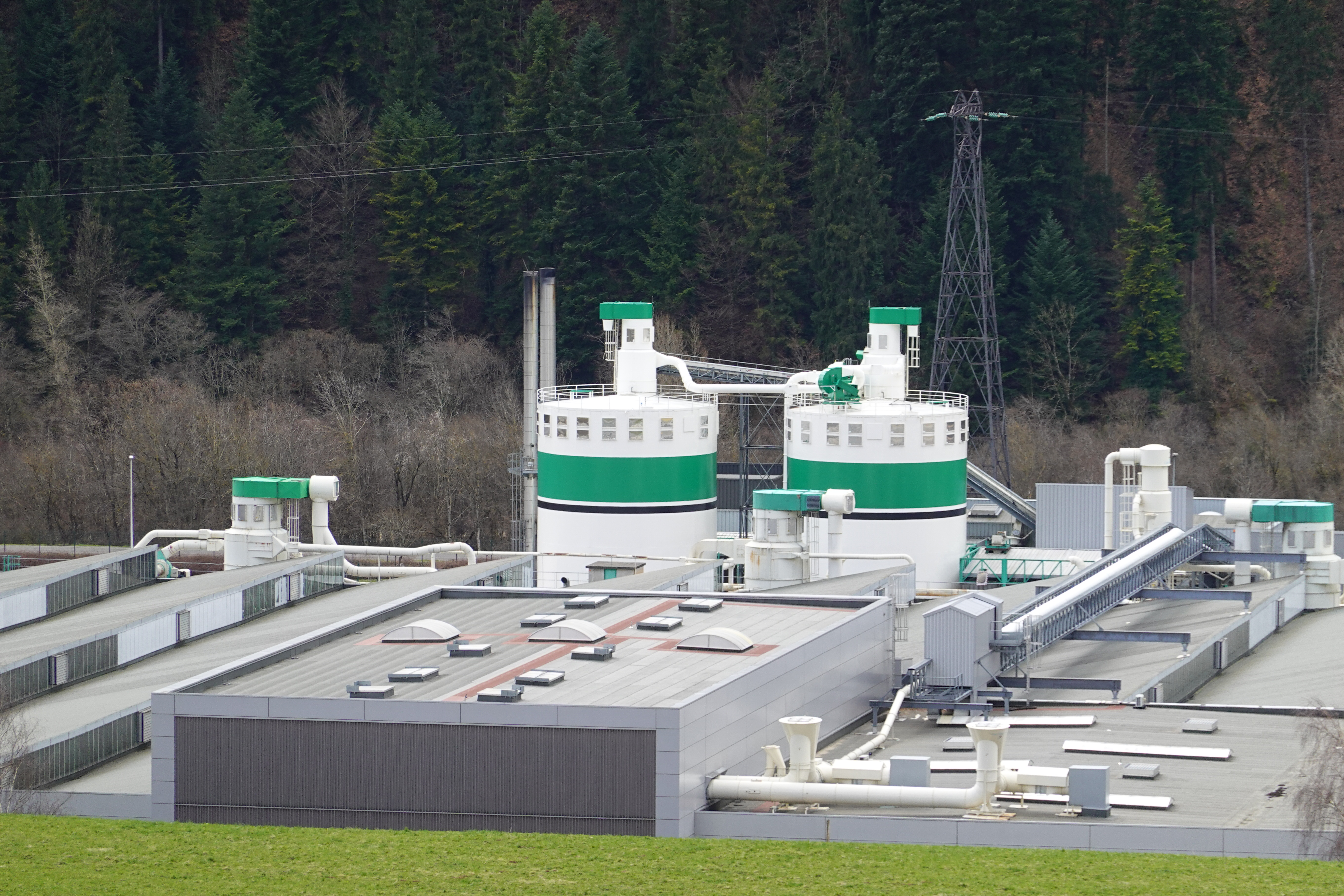
Zweigwerk der Pharmafirma Fournier in Thônes

## Wirtschaft und Infrastruktur
Thônes war schon früh ein Marktflecken, der durch Handel und Gewerbe sowie die Verarbeitung von landwirtschaftlichen Produkten des Umlandes geprägt war. Entlang der Wasserläufe ließen sich Betriebe nieder, die von der Wasserkraft abhängig waren, insbesondere Mühlen, Ölmühlen, Sägereien und Gerbereien. Im 19. Jahrhundert nahm die Industrialisierung ihren Anfang.
Heute ist Thônes das Regionalzentrum des Bornes-Massivs, das zentralörtliche Funktionen für die gesamte Region übernimmt. Es gibt zahlreiche Betriebe des Klein- und Mittelgewerbes, vor allem in den Branchen Möbelindustrie, Holz- und Nahrungsmittelverarbeitung, Feinmechanik und Baugewerbe. Thônes ist Sitz der Fabriken der Gruppe Fournier, die sich insbesondere auf die Produktion von Küchen- und Badezimmerausstattung spezialisiert hat und in der Gemeinde vier Produktionsstätten mit insgesamt mehr als 300 Angestellten betreibt. Daneben sind verschiedene Dienstleistungsunternehmen und Einzelhandelsgeschäfte für den täglichen Bedarf ansässig. Durch den aufstrebenden Tourismus in den letzten Jahrzehnten sind in Thônes auch zahlreiche Betriebe des Gastgewerbes und der Hotellerie vertreten. Die Landwirtschaft hat hingegen nur noch einen geringen Stellenwert, dank des großen Gemeindegebietes gab es aber 2003 noch 28 Bauernbetriebe. Ein weit über die Region hinaus bekanntes Produkt ist der Reblochon, ein halbfester Schnittkäse.
Thônes bietet insgesamt rund 3000 Arbeitsplätze an. Von den Erwerbstätigen sind 2,4 % im primären Sektor (Landwirtschaft) beschäftigt. Etwa 41 % der Erwerbstätigen sind im industriellen Sektor tätig, während der Dienstleistungssektor 57 % der Arbeitskräfte auf sich vereinigt (Stand 2006).
Die Kleinstadt ist Standort eines Collège sowie einer Privatschule (Collège et lycée privé Saint Joseph). Im Weiteren verfügt Thônes über verschiedene Freizeitsportanlagen, darunter das Sportzentrum Aravis Parc Aventures, ein Freibad, Tennisplätze, ein Fußballstadion, eine Bobbahn, einen Klettersteig und ein Reitsportzentrum. An kulturellen Einrichtungen sind das Kino, die Festhalle, die Bibliothek und ein Vereinszentrum zu nennen.
Thônes ist verkehrstechnisch gut erschlossen. Es liegt an der Hauptstraße D909, die von Annecy via La Clusaz und den Col des Aravis nach Flumet führt. Weitere Straßenverbindungen bestehen nach Süden über den Col du Marais mit Faverges sowie nach Südosten mit Manigod. Durch eine Autobuslinie, welche die Verbindung mit Annecy herstellt, ist Thônes an den öffentlichen Verkehr angebunden. Der nächste Bahnhof befindet sich in Annecy. Der Flughafen Genève-Cointrin befindet sich in rund 60 km Entfernung.

## Gemeindepartnerschaft
Thônes unterhält eine Gemeindepartnerschaft mit Theix im Département Morbihan in der französischen Region Bretagne.

## Persönlichkeiten
- Régine Cavagnoud (1970–2001), Skirennläuferin
- Yves Vincent (1921–2016), Schauspieler